# Неметин
45°32′ пн. ш. 18°46′ сх. д. / 45.53° пн. ш. 18.76° сх. д.
Неметин (хорв. Nemetin) — населений пункт у Хорватії, в Осієцько-Баранській жупанії у складі міста Осієк.

## Населення
Населення за даними перепису 2011 року становило 139 осіб.
Динаміка чисельності населення поселення:

## Клімат
Середня річна температура становить 11,06 °C, середня максимальна – 25,47 °C, а середня мінімальна – -6,08 °C. Середня річна кількість опадів – 648 мм.
| Клімат поселення                              | Клімат поселення | Клімат поселення | Клімат поселення | Клімат поселення | Клімат поселення | Клімат поселення | Клімат поселення | Клімат поселення | Клімат поселення | Клімат поселення | Клімат поселення | Клімат поселення | Клімат поселення |
| Показник                                      | Січ.             | Лют.             | Бер.             | Квіт.            | Трав.            | Черв.            | Лип.             | Серп.            | Вер.             | Жовт.            | Лист.            | Груд.            |                  |
| Середній максимум, °C                         | 5,80             | 7,89             | 12,49            | 17,18            | 22,52            | 25,47            | 25,28            | 24,96            | 20,82            | 15,30            | 9,32             | 5,48             |                  |
| Середня температура, °C                       | −0,12            | 1,94             | 6,56             | 11,22            | 16,57            | 19,53            | 21,22            | 20,90            | 16,78            | 11,28            | 5,30             | 1,40             |                  |
| Середній мінімум, °C                          | −6,08            | −3,99            | 0,62             | 5,30             | 10,65            | 13,60            | 17,20            | 16,86            | 12,76            | 7,24             | 1,26             | −2,61            |                  |
| Норма опадів, мм                              | 42               | 36               | 41               | 51               | 59               | 80               | 65               | 61               | 50               | 54               | 60               | 49               |                  |
| Середньомісячна швидкість вітру, м/с          | 2.40             | 2.60             | 2.90             | 2.80             | 2.50             | 2.30             | 2.20             | 2.10             | 2.00             | 2.20             | 2.30             | 2.40             |                  |
| Середньомісячна сонячна радіація, кДж/м²·день | 4245             | 6930             | 10926            | 15576            | 19466            | 21734            | 22213            | 20304            | 14978            | 9475             | 4811             | 3534             |                  |
| --------------------------------------------- | ---------------- | ---------------- | ---------------- | ---------------- | ---------------- | ---------------- | ---------------- | ---------------- | ---------------- | ---------------- | ---------------- | ---------------- | ---------------- |
| Джерело:                                      |                  |                  |                  |                  |                  |                  |                  |                  |                  |                  |                  |                  |                  |